# Lijst van personen uit Cork
Deze chronologische lijst van personen uit Cork bevat personen die inwoner zijn (geweest) van deze Ierse stad.

## Geboren

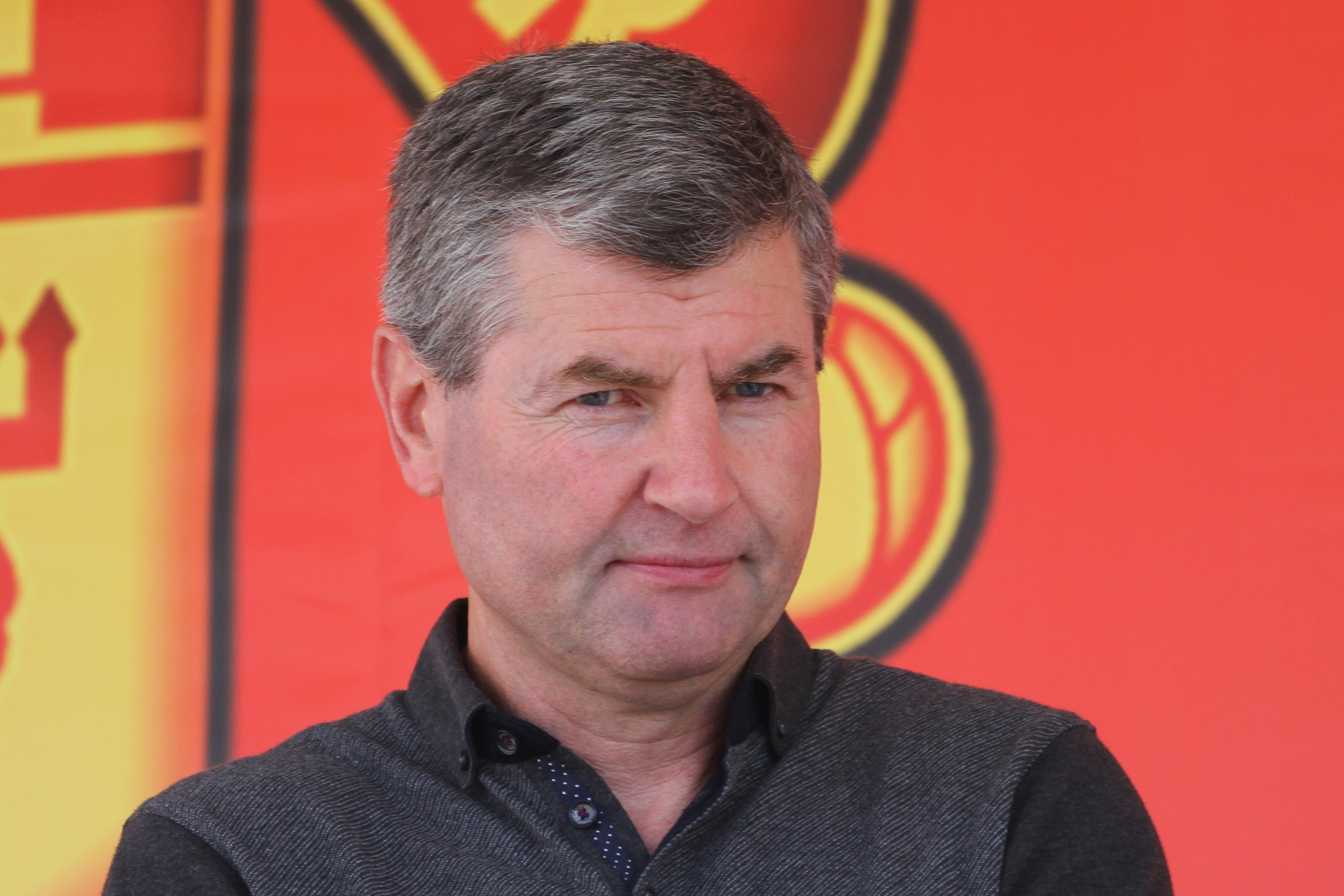
Dennis Irwin *1965

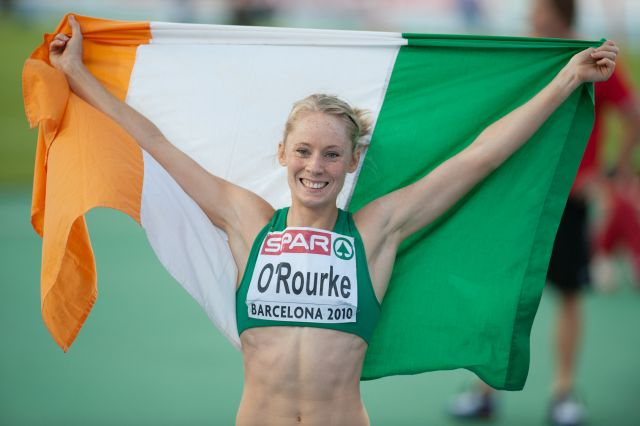
Derval O'Rourke *1981

- Richard Church (1784-1873), generaal en politicus
- George James Allman (1812-1898), mariene bioloog
- Tadhg Barry (1880-1921), nationalistisch journalist
- Anthony Christopher Barry (1901-1983), burgemeester
- Edward Mulhare (1923-1997), Iers-Amerikaans acteur
- Denis Irwin (1965), voetballer
- Roy Keane (1971), voetballer
- Simon Coveney (1972), minister
- Alan Kelly (1975), voetbalscheidsrechter
- John O'Shea (1975), darter
- Olive Loughnane (1976), snelwandelaarster
- Dominic Foley (1976), voetballer
- Eileen Walsh (1977), actrice
- Robert Heffernan (1978), snelwandelaar
- Dermot Nally (1980), wielrenner
- Liam Miller (1981-2018), voetballer
- Derval O'Rourke (1981), atlete
- Damien Delaney (1981), voetballer
- Stephen Ireland (1986), voetballer
- David Meyler (1989), voetballer
- Caoimhín Kelleher (1998), voetballer
- Adam Idah (2001), voetballer

## (Ex-)inwoners
- Anne Bonny (ca. 1698-1782), pirate
- Peter Barry (1928-2016), minister
- Rory Gallagher, (1948-1995), gitarist en zanger
- Mick Barry (1964), Amerikaans-Iers politicus
- Radosław Szagański (1979), Pools darter